# Doug Cowie
Pour les articles homonymes, voir Cowie.
Douglas Cowie, dit Doug Cowie, né le 1er mai 1926 à Aberdeen et mort le 26 novembre 2021 à Dundee, est un footballeur et entraîneur écossais de football.

## Biographie
En tant que défenseur, Doug Cowie fut international écossais à vingt reprises de 1953 à 1958 sans marquer un seul but. Il participa à la Coupe du monde de football de 1954, jouant tous les matchs en tant que titulaire, mais la Tartan Army fut éliminée au premier tour. De même en 1958, il joua deux matchs sur les trois, ratant le match contre la France ; comme en 1954, l'Écosse fut éliminée au premier tour.
Il joua à Dundee FC de 1945 à 1961, remportant le championnat de deuxième division en 1947 et deux coupes de la ligue d'Écosse en 1952 et en 1953. Il finit sa carrière à Greenock Morton FC, entre 1961 et 1963, sans rien remporter.
Il fut entraîneur l'espace d'une saison (1963-1964) de Raith Rovers FC, terminant dixième de deuxième division.

## Clubs

### En tant que joueur
- 1945-1961 :  Dundee FC
- 1961-1963 :  Greenock Morton FC

### En tant qu'entraîneur
- 1963-1964 :  Raith Rovers FC

## Palmarès
- Championnat d'Écosse de football
  - Vice-champion en 1949
- Championnat d'Écosse de football D2
  - Champion en 1947
- Coupe d'Écosse de football
  - Finaliste en 1952
- Coupe de la Ligue d'Écosse
  - Vainqueur en 1952 et en 1953